# Taillis
Taillis (bret. Talieg) – miejscowość i gmina we Francji, w regionie Bretania, w departamencie Ille-et-Vilaine.
Według danych na rok 1990 gminę zamieszkiwało 758 osób, a gęstość zaludnienia wynosiła 62 osoby/km² (wśród 1269 gmin Bretanii Taillis plasuje się na 688. miejscu pod względem liczby ludności, natomiast pod względem powierzchni na miejscu 754.).